# Rolf Storsveen
Rolf Storsveen (Elverum, 22 de abril de 1959) es un deportista noruego que compitió en biatlón.
Participó en los Juegos Olímpicos de Sarajevo 1984, obteniendo una medalla de plata en la prueba por relevos. Ganó una medalla de plata en el Campeonato Mundial de Biatlón de 1982.

## Palmarés internacional
| Juegos Olímpicos   | Juegos Olímpicos      | Juegos Olímpicos | Juegos Olímpicos |
| Año                | Lugar                 | Medalla          | Prueba           |
| ------------------ | --------------------- | ---------------- | ---------------- |
| 1984               | Sarajevo (Yugoslavia) | Medalla de plata | Relevos          |
| Campeonato Mundial |                       |                  |                  |
| Año                | Lugar                 | Medalla          | Prueba           |
| 1982               | Minsk (URSS)          | Medalla de plata | Relevos          |